# جويل بورجوازي
جويل بورجوازي هو عداء موانع ‏ كندي، ولد في 25 أبريل 1971 في مونكتون في كندا.

## وصلات خارجية
- جويل بورجوازي على موقع الاتحاد الدولي لألعاب القوى (الإنجليزية)
- جويل بورجوازي على موقع الاتحاد الألماني للألترا ماراثون (الإنجليزية)
- جويل بورجوازي على موقع اتحاد الترياتلون الدولي (الإنجليزية)
- جويل بورجوازي على موقع رابطة إحصائيات سباق الطريق (الإنجليزية)
- جويل بورجوازي على موقع الرابطة الدولية لركض المسار (الإنجليزية)
- جويل بورجوازي على موقع اللجنة الأولمبية الدولية (الإنجليزية)
- جويل بورجوازي على موقع أوليمبيديا (الإنجليزية)
- جويل بورجوازي على موقع اللجنة الأولمبية الكندية (الإنجليزية)
- جويل بورجوازي على موقع اتحاد ألعاب الكومنولث (مؤرشف) (الإنجليزية)